# Fabio Scherer
Fabio Scherer (Engelberg, 13 de junho de 1999) é um automobilista suíço.

## Carreira

### Campeonato Europeu de Fórmula 3 da FIA
Scherer competiu pela Motopark Academy no Campeonato Europeu de Fórmula 3 da FIA de 2018.

### Campeonato de Fórmula 3 da FIA
Em 2019, Scherer foi contratado pela equipe Sauber Junior Team by Charouz para a disputa da temporada inaugural do Campeonato de Fórmula 3 da FIA.